# Elizabeth Tyrwhitt
Elizabeth Tyrwhitt, död 1578, var en engelsk hovfunktionär.
Hon var hovdam till Englands drottningar Jane Seymour 1537, Catherine Howard 1541 och därefter Catherine Parr. Under processen mot Anne Askew 1546 blev hon gripen misstänkt för medbrottslighet, men släpptes och återgick i tjänst. Hon var god vän med Catherine Parr och ingick i dennas hushåll även under dennas tid som änkedrottning, och närvarade vid dennas död 1549. Hon bevittnade det påstådda förhållandet mellan Parrs make Thomas Seymour och Elisabet I av England och avlade ett för de anklagade skadligt vittnesmål, och ersatte tillfälligt Kat Ashley som Elisabets guvernant. 